# Ad usum Delphini

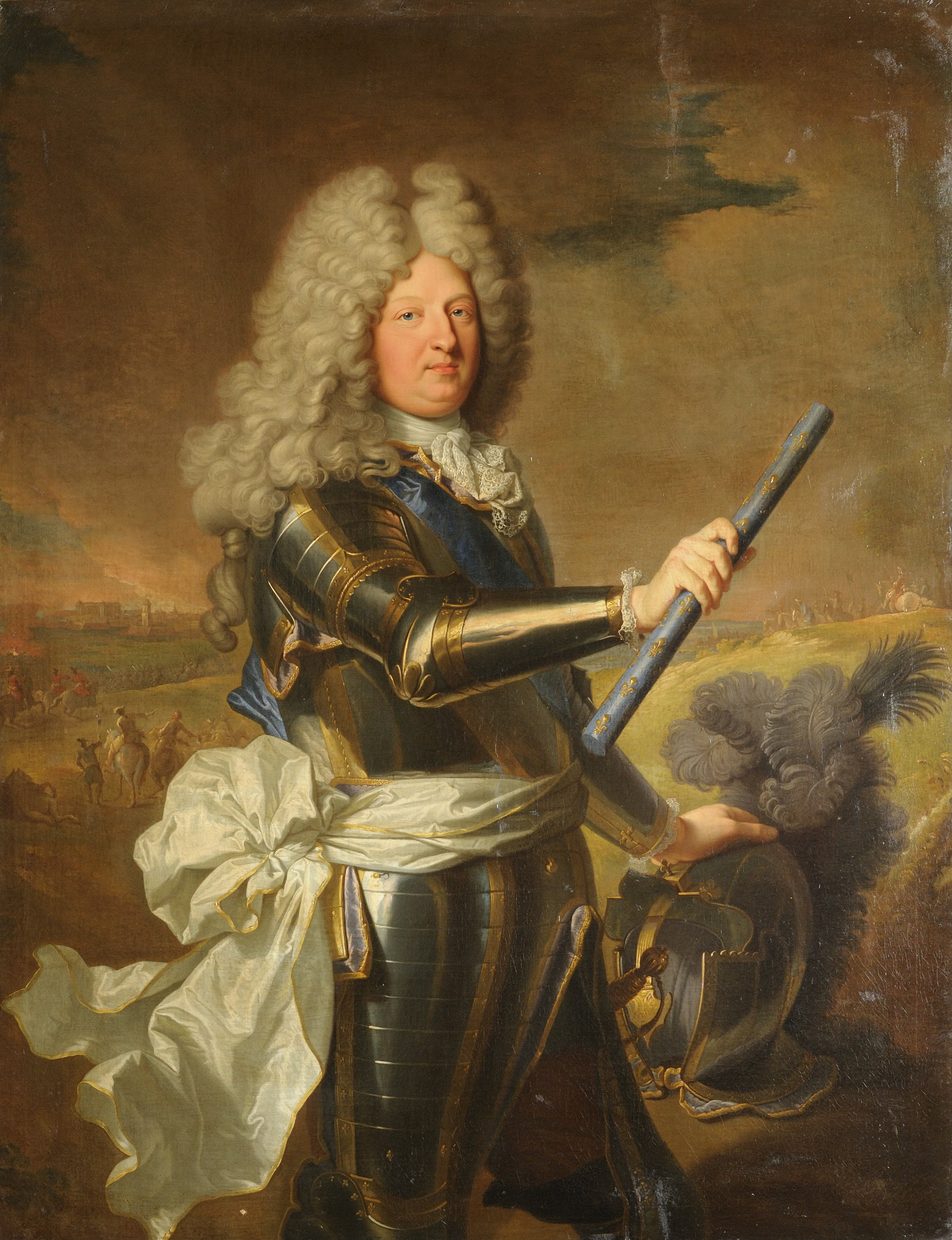
Louis de France, Le Grand Dauphin

Die lateinische Formel ad usum Delphini bedeutet „zum Gebrauch des Dauphins“. Sie ist am französischen Königshof seit dem späten 17. Jahrhundert nachweisbar, möglicherweise aber noch älter, und bezeichnet ursprünglich Bearbeitungen literarischer Werke der klassischen Antike. Diese wurden im Sinne der jeweils herrschenden Moralvorstellungen „entschärft“, da man manche Inhalte für den Unterricht des Kronprinzen (der in Frankreich traditionell den Titel Dauphin trug) als ungeeignet empfand. Der Begriff wurde später auch allgemein für Texte übernommen, die, beispielsweise nach Zensurmaßnahmen, „gereinigt“, das heißt meistens verkürzt erschienen.

## Entstehungsgeschichte
Die eigentliche Bedeutung erschließt sich wie folgt: Die Grafen von Vienne trugen seit Guy VIII. den Delfin (frz. dauphin, lat. delphinus) als Wappentier, der Name dieses Tieres wurde, wie im Mittelalter nicht unüblich, dabei auch gerne als poetischer Ehrenname für den Fürsten verwendet. Das Gebiet der Grafschaft Viennois wurde seit dem Spätmittelalter daher auch mit dem noch heute gebräuchlichen Namen Dauphiné (lat. Delphinatus) bezeichnet.
Der letzte Graf von Vienne, Humbert II., verkaufte im Pestjahr 1349 seine Herrschaft an den französischen König Philipp VI. Dabei soll eine Klausel des (unvollständig und nicht im Original überlieferten) Vertrags von Romans-sur-Isère (30. März 1349) gewesen sein, dass der zweitgeborene Königssohn von Frankreich den Grafentitel des Viennois tragen solle. Indem Philipp seinem ältesten Sohn, dem späteren Johann II., die Apanage unter Bruch dieser Vereinbarung übertrug, machte er ihn auch de facto zum ersten Dauphin im später üblichen Sinne. Jedoch sei der Titel – anderen Quellen zufolge – erst auf Karl V. angewendet worden.
Seit dem 15. Jahrhundert wurde der französische Thronfolger daher (zunächst nur umgangssprachlich) Dauphin genannt. Im Prinzip lag also diesem zunächst nicht ohne weiteres durchschaubaren Titel dieselbe Idee zugrunde, die den Thronfolger im Vereinigten Königreich zum Prince of Wales (eig. „Fürst von Wales“) macht. Erst 1830 verzichtete Louis-Antoine de Bourbon, duc d’Angoulême, der Sohn und präsumtive Nachfolger Karls X., auf den inzwischen offiziellen Titel eines Dauphin de France.

## Die Ausbildung des Thronfolgers
Bei der Ausbildung des Dauphins wurde nun seit der Renaissance großer Wert darauf gelegt, diesen mit den klassischen Werken der antiken griechischen und vor allem lateinischen Literatur vertraut zu machen. Hierbei stieß man in den prüderen Epochen der europäischen Kulturgeschichte oft auf das vermeintliche Problem, dass die alten Autoren sich offensichtlich einer unerwünscht freizügigen (Sexual-)Ethik befleißigten.
So kam es dazu, dass am französischen Hof zu Zeiten erheblich gekürzte oder anderweitig „entschärfte“ Ausgaben von Schriftstellern des Altertums „zum Gebrauch (für den Unterricht) des Dauphins“ kursierten. Der eigentliche Titel ad usum Delphini erscheint dabei erstmals in der Sammlung lateinischer Klassiker, die vom Herzog von Montausier in Auftrag gegeben und unter der Aufsicht königlicher Hauslehrer (wie z. B. Jacques Bénigne Bossuet und Pierre-Daniel Huet) in 64 Bänden von 1670 bis 1698 veröffentlicht wurde.

## Die zensierten Dichter
Beliebte Opfer der geschilderten Zensuraktivitäten waren beispielsweise literarische Größen wie Homer, Aristophanes, Plautus, Terenz, Ovid, Juvenal und Martial, deren Unverblümtheit vor allem in erotischen Fragen (etwa homosexueller Liebe) den königlichen Hauslehrern in Versailles ab und an zu bedenklich erschien. Interessanterweise wurde mit einigen Bibelstellen (vorzugsweise aus dem Alten Testament) ähnlich verfahren.
Besonders aufwändig war das Vorgehen, wenn die französischsprachigen Klassiker bearbeitet wurden; unerwünschte Passagen aus Werken in Versform mussten dann umgedichtet werden, wie zum Beispiel die folgenden „schlüpfrigen“ Zeilen aus dem Drama Esther von Jean Racine (I. Akt, 1. Szene)

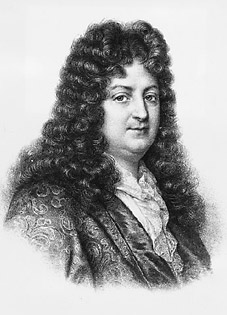
Jean Racine

« Lorsque le roi, contre elle enflammé de dépit,
La chassa de son trône ainsi que de son lit »

„Als der von Ärger gegen sie entflammte König
sie von seinem Thron sowie aus seinem Bett jagte“

aus denen Folgendes wurde:

« Lorsque le roi contre elle irrité sans retour,
La chassa de son trône ainsi que de sa cour »

„Als der unwiderruflich gegen sie erzürnte König
sie von seinem Thron sowie von seinem Hof verjagte“

## Das „viktorianische“ 19. Jahrhundert
In allgemeinen Gebrauch kam die Wendung ad usum Delphini im 19. Jahrhundert, einer Epoche, deren ausgesprochen prüder Zeitgeist später gerne mit dem Schlagwort „viktorianisch“ belegt wurde. Charakteristisch ist in diesem Zusammenhang, wie die immanente Kritik an Zensurmaßnahmen (mit dem Hauptaugenmerk auf sexuelle Implikationen) ihrerseits sehr verschlüsselt geäußert wurde.
Nichtsdestoweniger wirkte das aristokratische Vorbild der französischen Textsammlung durchaus auch befruchtend auf die Entwicklung einer bürgerlichen Pädagogik, die bestrebt war, literarische Klassiker auf kindgerechte Weise zu vermitteln. Bis in die Gegenwart bekannte Beispiele sind die von Charles und Mary Lamb 1807 veröffentlichten Tales from Shakespeare (deutsch unter dem Titel Shakespeare nacherzählt) oder die ungefähr zeitgleich veröffentlichte „bereinigte“ Gesamtausgabe The Family Shakespeare von Thomas Bowdler. Auch hier ging es den Bearbeitern wesentlich um eine Entschärfung der Werke des Dichters, deren Inhalte als vielfach zu gewalttätig und – wiederum – erotisch aufgeladen betrachtet wurden.

## Bedeutungsverschiebung in der Moderne

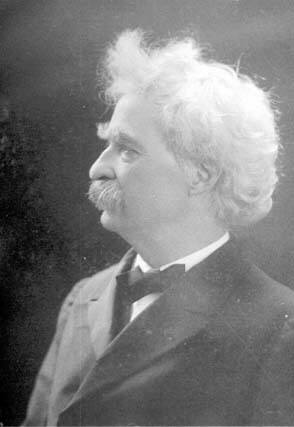
Mark Twain

In der Gegenwart wird die Floskel nur noch gelegentlich gebraucht, wobei eine Bedeutungsverschiebung erkennbar ist; es geht nun primär nicht mehr um die „moralische“, sondern vielmehr um die politische Anstößigkeit von Texten. Eine ironische Wendung ergibt sich dabei durch die Implikation, der – zumindest nominelle – Souverän demokratisch verfasster Staaten (nämlich das Volk) werde durch bewusst geschönte oder euphemistische Darstellung von Nachrichten oder Tatsachen im Unklaren gelassen.
Bekannt ist auch, dass in der Gegenwart einige Bundesstaaten der USA literarische oder wissenschaftliche Klassiker (wie z. B. Mark Twains Romane Huckleberry Finn und Die Abenteuer des Tom Sawyer oder Charles Darwins Über die Entstehung der Arten) – teilweise erfolgreich – zu indizieren versucht haben. Die Gründe können dabei ganz gegensätzlicher Natur sein: Waren es in Darwins Fall radikale Kreationisten, die ein Verbot beabsichtigten, so wirkte im Falle Twains dessen Umgang mit dem heutzutage tabuisierten Wort „Nigger“ auf viele liberale US-Amerikaner provozierend. Diese Verbote wurden gelegentlich durch Herausgabe von Versionen nach der Methode ad usum Delphini umgangen.